# Ischnocolus triangulifer
Ischnocolus triangulifer là một loài nhện trong họ Theraphosidae.
Loài này thuộc chi Ischnocolus. Ischnocolus triangulifer được miêu tả năm 1871 bởi Ausserer.